# Robert Hartig
Pour les personnes ayant le même patronyme, voir Hartig.
Robert Hartig, né Heinrich Julius Adolph Robert Hartig le 30 mai 1839 à Brunswick, mort le 9 octobre 1901 à Munich, est un mycologue et un scientifique forestier allemand.
Il est considéré comme le fondateur de la pathologie forestière.

## Biographie

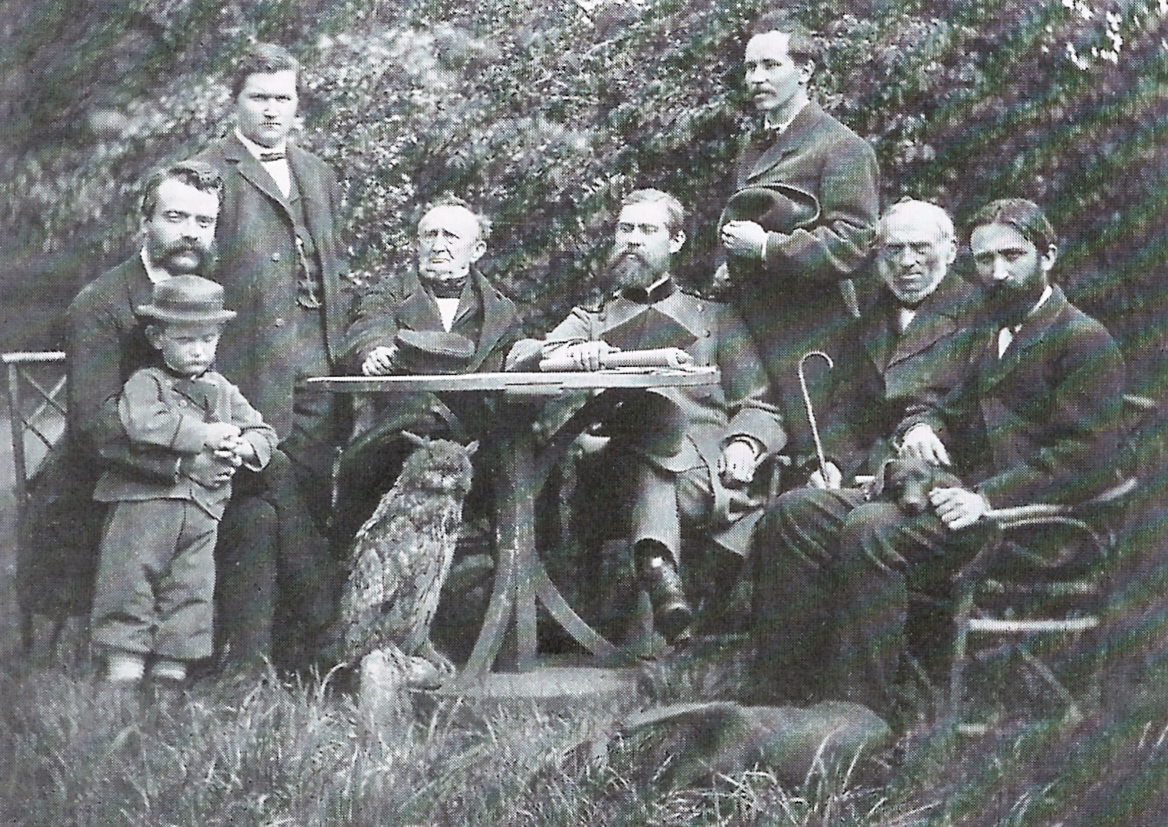
Enseignants de l'école de foresterie de Neustadt-Eberswalde vers 1868 (de gauche à droite) : Robert Hartig (tenant Peter Danckelmann dans les bras), inconnu, Julius Theodor Christian Ratzeburg, Bernhard Danckelmann, Adolf Remelé, Friedrich Wilhelm Schneider et Friedrich Wilhelm Schütze.

Robert Hartig fit ses études au Collegium Carolinum de Brunswick, ainsi qu'à Berlin. En 1878, il fut nommé professeur de botanique à l'université de Munich.
Robert Hartig contribua de manière significative aux connaissances en pathologie végétale. Avant ses recherches sur les stades progressifs des maladies des plantes, peu de choses sinon rien n'avait été fait dans ce domaine, si bien que Robert Hartig peut être considéré comme le fondateur de la pathologie des arbres.
Robert Hartig travailla à Eberswalde (1867–1878) et à Munich (1878–1901), principalement en pathologie forestière. Il décrivit le réseau de Hartig, réseau d'hyphes qui se développe dans les racines des plantes.

## Œuvres
- (de) Vergleichende Untersuchungen über den Wachsthumsgang und Ertrag der Rothbuche und Eiche im Spessart, der Rothbuche im östlichen Wesergebirge, der Kiefer in Pommern und der Weißtanne im Schwarzwalde, Stuttgart 1865.
- (de) Die Rentabilität der Fichtennutzholz- und Buchenbrennholzwirthschaft im Harze und im Wesergebirge. Stuttgart 1868.
- (de) Wichtige Krankheiten der Waldbäume. Beiträge zur Mycologie und Phytopathologie für Botaniker und Forstmänner, Berlin 1874.
- (de) Die durch Pilze erzeugten Krankheiten der Waldbäume. Für den deutschen Förster. Zweite Auflage. Breslau: Morgenstern, 1875.
- (de) Die Zersetzungserscheinungen des Holzes der Nadelholzbäume und der Eiche in forstlicher botanischer und chemischer Richtung, Berlin 1878. (à l'origine de l'ère moderne de la compréhension de la pourriture du bois.)
- (de) Lehrbuch der Baumkrankheiten, Berlin 1882.
  - (de) Lehrbuch der Baumkrankheiten, 2., verb. und vermehrte Auflage, Berlin 1889.
  - 2e éd.  traduite en anglais par William Somerville et H. Marshall Ward sous le titre de Diseases of Trees, Londres 1894.
  - (de) Lehrbuch der Pflanzenkrankheiten. Für Botaniker, Forstleute, Landwirthe und Gärtner, 3., völlig neu bearbeitete Auflage des Lehrbuches der Baumkrankheiten, Berlin 1900.
- (de) Das Holz der deutschen Nadelwaldbäume, Berlin 1885.
- (de) Der ächte Hausschwamm (Merulius lacrymans Fr.), (Die Zerstörungen des Bauholzes durch Pilze I), Berlin 1885.
  - (de) 2e éd. : Der echte Hausschwamm und andere das Bauholz zerstörende Pilze, 2. Aufl., bearbeitet und herausgegeben von Dr. C. Freiherr von Tubeuf, Berlin 1902.
- (de) (avec Rudolf Weber) Das Holz der Rothbuche in anatomisch-physiologischer, chemischer und forstlicher Richtung, Berlin 1888.
- (de) Lehrbuch der Anatomie und Physiologie der Pflanzen unter besonderer Berücksichtigung der Forstgewächse, Berlin 1891.
- (de) Die anatomischen Unterscheidungsmerkmale der wichtigeren in Deutschland wachsenden Hölzer, 4. Auflage, Munich 1898.

## Famille
Robert Hartig est le fils de Theodor Hartig (1805–1880) et le petit-fils de Georg Ludwig Hartig (1764–1837).